# Bryan Woo
Bryan Woo (Oakland, California, 30 de enero de 2000) es un jugador profesional estadounidense de béisbol que se desempeña en la posición de lanzador en Seattle Mariners, equipo de las Grandes Ligas de Béisbol (MLB).

## Carrera
Fue seleccionado en la sexta ronda en el Draft de la MLB de 2021. En 2023 hizo su debut profesional con el equipo Seattle Mariners, donde lleva jugando una temporada.